# ミリアム・ラマール
ミリアム・ラマール（Myriam Lamare、1975年1月1日 - ）は、フランスの女子プロボクサーである。セーヌ＝サン＝ドニ県サン＝ドニ出身。

## 来歴

### アマチュアボクシング
2001年10月、スクラントンで開催された世界ボクシング選手権にライトウェルター級（63.5 kg）に出場し、決勝まで進んだのだがフリーダ・ウォルバーグに敗れ準優勝に終わった。
2002年10月、アンタルヤで開催された世界ボクシング選手権にライトウェルター級（63.5 kg）に出場し、優勝した。
52戦49勝3敗の戦績を残しミッシェル・アカリエスの下でプロに転向した。

### プロボクシング
2003年10月10日、マルセイユのパレ・デ・スポール・ドゥ・マルセイユでデビュー戦を行い、初回TKO勝ちを収めデビュー戦を白星で飾った。
2004年11月8日、パレ・オムニスポール・ド・パリ・ベルシーでエリザ・オルソンとWBA女子世界スーパーライト級初代王座決定戦を行い、3-0（100-90、100-90、100-90）の判定勝ちを収め王座獲得に成功した。
2005年12月5日、パレ・オムニスポール・ド・パリ・ベルシーで自身の持つWBA女子世界スーパーライト級王座と空位のWIBF世界スーパーライト級王座を懸けジェーン・カウチと対戦し、3回TKO勝ちを収めWBA王座の3度目の防衛に成功、WIBF王座の獲得に成功した。
2006年3月18日、ルヴァロワ＝ペレのパレ・デ・スポール・マルセル・セルダンでベリンダ・ララキュエントと対戦し、3-0（99-92、97-93、99-91）の判定勝ちを収めWBA女子世界スーパーライト級王座の4度目の防衛に成功した。
2006年7月15日、ル・カネのラ・パレストレでベリンダ・ララキュエントと対戦し、3-0（97-93、98-93、97-93）の判定勝ちを収めWBA女子世界スーパーライト級王座の5度目の防衛に成功した。
2006年12月2日、パレ・オムニスポール・ド・パリ・ベルシーで自身の持つWBA女子世界スーパーライト級王座と空位のEBU女子スーパーライト級王座を懸けアン＝ソフィー・マシスと対戦し、プロ初黒星となる7回TKO負けを喫しWBA王座の6度目の防衛に失敗し2年1ヵ月保持していた王座から陥落すると共にEBU王座の獲得にも失敗した。
2007年6月29日、マルセイユのパレ・デ・スポール・ドゥ・マルセイユでアン＝ソフィー・マシスと対戦し、6ヵ月ぶりの再戦で雪辱を果たすことが出来ず0-2（92-98、93-98、95-95）の判定負けを喫しWBA女子世界スーパーライト級王座への返り咲きに失敗した。
2009年1月23日、アルバカーキのイスレタ・カジノ&リゾートでホリー・ホルムが持つWIBA世界ウェルター級王座に挑戦したが、0-3（92-98、93-97、94-96）の判定負けを喫し王座獲得に失敗した。
2009年10月9日、マルセイユでアン・サクラートとWBF女子世界スーパーライト級初代王座決定戦を行い、3-0（99-92、99-90、100-89）の判定勝ちを収め王座獲得に成功した。 
2010年11月6日、エクス＝アン＝プロヴァンスでルシア・モレリと対戦し、6回1分0秒TKO勝ちを収め|WBF女子世界スーパーライト級王座の初防衛に成功した。
2011年9月9日、レユニオン県サン＝ドニでレリー・ラズ・フローレスと対戦し、3-0（98-92、100-90、100-91）の判定勝ちを収めWBF女子世界スーパーライト級王座の2度目の防衛に成功した。
2011年11月5日、トゥーロンのパレ・デ・スポールでチーベル・ホールバックとIBF女子世界ジュニアウェルター級初代王座決定戦を行い、3-0（99-91、98-92、96-94）の判定勝ちを収め王座獲得に成功した。
2012年10月20日、スダンでフロアレア・リヘットとノンタイトル8回戦を行い、ポイント判定勝ちを収めた。
2013年11月30日、アンドル＝エ＝ロワール県トゥールでロリ・ムニョスとノンタイトル8回戦を行い、ポイント判定勝ちを収めた。
2014年2月1日、フレゼリクスハウンでセシリア・ブレークフスの持つWBA女子世界ウェルター級王座、WBC女子世界ウェルター級王座並びにWBO女子世界ウェルター級王座に挑戦したが、0-3（89-100、90-100、89-100）の判定負けを喫し王座獲得に失敗した。 

## 戦績
- 26戦22勝（10KO）4敗

## 獲得タイトル
- 初代WBA女子世界スーパーライト級王座
- 初代WBF女子世界スーパーライト級王座
- 初代IBF女子世界ジュニアウェルター級王座